# Bułgaria na Letnich Igrzyskach Olimpijskich 1996
Bułgarię na Letnich Igrzyskach Olimpijskich 1996 reprezentowało 110 zawodników.

## Zdobyte medale
| Medal  | Zawodnik                                                                                  | Dyscyplina             | Konkurencja                  |
| ------ | ----------------------------------------------------------------------------------------- | ---------------------- | ---------------------------- |
| Złoto  | Danieł Petrow                                                                             | Boks                   | Waga papierowa (-48 kg)      |
| Złoto  | Stefka Kostadinowa                                                                        | Lekkoatletyka          | skok wzwyż                   |
| Złoto  | Walentin Jordanow                                                                         | Zapasy                 | 52–57 kg                     |
| Srebro | Krasimir Dunew                                                                            | Gimnastyka             | Drążek                       |
| Srebro | Serafim Todorow                                                                           | Boks                   | Waga piórkowa (-57 kg)       |
| Srebro | Tonczo Tonczew                                                                            | Boks                   | Waga lekka (-60 kg)          |
| Srebro | Ina Dełczewa Walentina Kewlijan Marija Kolewa Maja Tabakowa Iwelina Talewa Wjara Wataszka | Gimnastyka artystyczna | Wielobój drużynowy           |
| Srebro | Diana Jorgowa                                                                             | Strzelectwo            | Pistolet dowolny 25 m        |
| Srebro | Emil Milew                                                                                | Strzelectwo            | Pistolet szybkostrzelny 25 m |
| Brąz   | Andrian Duszew Miłko Kazanow                                                              | Kajakarstwo            | K-2 1000 m                   |
| Brąz   | Sewdalin Minczew                                                                          | Podnoszenie ciężarów   | 56–59 kg                     |
| Brąz   | Nikołaj Peczałow                                                                          | Podnoszenie ciężarów   | 59–64 kg                     |
| Brąz   | Joto Jotow                                                                                | Podnoszenie ciężarów   | 76–83 kg                     |
| Brąz   | Taniu Kiriakow                                                                            | Strzelectwo            | Pistolet pneumatyczny 10 m   |
| Brąz   | Maria Grozdewa                                                                            | Strzelectwo            | Pistolet pneumatyczny 10 m   |